# Кенотаф
Кенота́ф (на старогръцки: κενοτάφιον, от κενός – празен, и τάφος – гроб) е надгробен паметник без гроб – на място, което не съдържа тленни останки на покойния, своего рода символичен гроб.
Изгражда се, когато покойният е загинал в трудно достъпно място (или пропаднал без вест, удавил се и пр.), тялото е загубено или неговото търсене може да доведе до нови жертви и не може да бъде погребано. Използва се също и ако тялото е кремирано, а прахът е разпръснат.
В европейската традиция кенотаф често се нарича паметно съоръжение, разположено не над гроб с останки на покойния, а на мястото на неговата гибел (даже ако гроб съществува).
Кенотафите служат за увековечаване на паметта за починалия и изпълнение на поменни ритуали. Представляват съоръжения от различен вид и степен на сложност – курган, надгробие, гробница, склеп, паметник, бюст, стела, обелиск, мемориал, барелеф, паметна плоча и т.н.
Кенотафи са разкрити в много некрополи по българските земи от античността и Средновековието. При село Върбяне са описани 4 кенотафа – четириъгълни ями, вкопани на дълбочина до 115 см.